# Qin Jiwei
Qin Jiwei (chiń. upr. 秦基伟; chiń. trad. 秦基偉; pinyin Qín Jīwěi; Wade-Giles Ch’in Chi-wei; ur. 1914, zm. 2 lutego 1997) – chiński rewolucjonista, działacz komunistyczny i wojskowy, generał porucznik.

## Życiorys
Pochodził z powiatu Hong’an w prowincji Hubei, od 1927 roku był członkiem Komunistycznej Partii Chin. Brał udział w walkach partyzanckich z siłami Kuomintangu, m.in. podczas powstania Huanggang. Po upadku Chińskiej Republiki Rad wziął udział w Długim Marszu (1934–1935) jako członek oddziałów Zhanga Guotao. Uczestnik wojny z Japonią (1937–1945), następnie brał udział w wojnie koreańskiej jako dowódca XV Korpusu Chińskich Ochotników Ludowych.
W latach 1954–1958 dowódca okręgu wojskowego Yunnan, następnie okręgu wojskowego Kunming (1958–1967). Deputowany jako reprezentant Chińskiej Armii Ludowo-Wyzwoleńczej do Ogólnochińskiego Zgromadzenia Przedstawicieli Ludowych II (1958–1964) i III (1964–1975) kadencji. Dowódca okręgu wojskowego Chengdu w latach 1974–1975, następnie komisarz polityczny (1975–1981) i dowódca (1981–1988) okręgu wojskowego Pekin.
Od 1973 do 1992 roku członek Komitetu Centralnego KPCh. W latach 1988–1993 pełnił urząd ministra obrony ChRL, według pogłosek był przeciwny siłowemu tłumieniu protestów na placu Tian’anmen. W 1993 roku wybrany wiceprzewodniczącym Stałego Komitetu OZPL. Zmarł przed końcem kadencji.